# Lampiris
Lampiris NV is een Frans energiebedrijf actief op de Belgische markt (hoofdkantoor Luik) dat elektriciteit en gas levert aan particuliere en zakelijke verbruikers. Lampiris is opgericht in 2003. Lampiris is actief op de Belgische en de Franse markt. In oktober 2016 werkten er 270 mensen. Er wordt een omzet van 1.000 miljoen euro geboekt.

## Activiteiten
In 2009 was Lampiris de op twee na grootste gasleverancier in Wallonië en de op vijf na grootste elektriciteitsleverancier in dat landsdeel. In 2016 telde Lampiris 1.030.000 aansluitingen en bekleedde het de vierde plaats op de Belgische markt, uitgedrukt in aantal aansluitingen.
Omdat Lampiris zijn elektriciteit niet zelf produceert, koopt het die rechtstreeks aan bij kleine onafhankelijke producenten. Op die manier weet Lampiris waar de gekochte stroom vandaan komt en dit biedt een antwoord op de kritiek van Greenpeace op het systeem van certificatie van groene stroom dat in België van kracht is. In 2009 kocht Lampiris 39% van de elektriciteit bij kleine onafhankelijke producenten. Dit aandeel was voor de eerste tien maanden van 2010 gestegen tot 74,4%. Lampiris werkt aan de ontwikkeling van een windmolenpark in het Waalse Stavelot. Vijf windmolens met een totaal vermogen van ongeveer 10MW zijn gepland.
Lampiris koopt aardgas aan op de Belgische (Zeebrugge Hub), Nederlandse (TTF) en Franse (PEG Nord) hubs en via termijncontracten met producenten. Lampiris transporteert haar gas over de grenzen heen en bezit ondergrondse opslagcapaciteit in Loenhout (gelegen in de Antwerpse Kempen). 
Lampiris heeft als eerste leverancier de gasprijs voor de consument onafhankelijk gemaakt van de olieprijs.
Lampiris zou in samenwerking met GIMV (de Vlaamse investeringsmaatschappij) en SRIW (de Waalse investeringsmaatschappij) deelnemen aan het verkoopproces van Nuon Belgium. Deze transactie ging niet door.
Lampiris werkt aan de verbouwing van het voormalige Sint-Agathaklooster in het centrum van Luik. Dit pand, dat vermeld is op de Lijst van beschermd erfgoed in Luik, zal omgebouwd worden tot een kantoorruimte. 
Lampiris werd in april 2017 overgenomen door de Total S.A.-groep. Het blijft wel een apart onderdeel binnen de groep.